# Catolicato de Ganzasar
O Catolicato de Ganzasar ou Catolicato da Albânia (armênio: Հհյ ռելռելռելնից կկն; azerbaijano: Alban Katolikosluğu) foi uma Sé autônoma da Igreja Apostólica Armênia que existiu de 706 a 1815 e incluiu a província de Albânia (armênio: Աղվանք, azerbaijani: Albaniya) no atual Azerbaijão. A Sé dos Católicos inicialmente ficava em Barda, mas na Idade Média foi transferida para o Mosteiro de Ganzasar 

## História

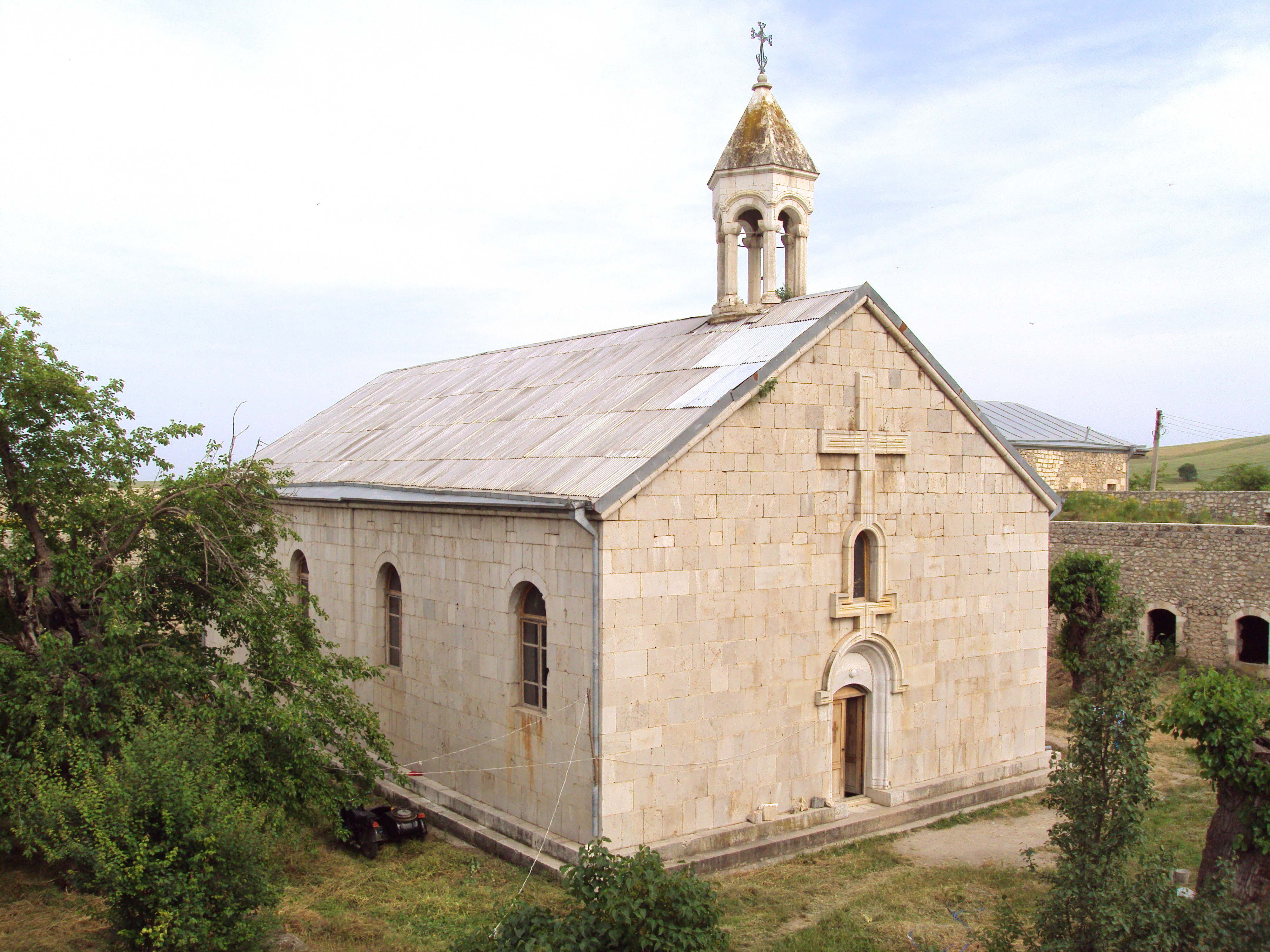
Mosteiro de Amaras, Sé original do Catolicato da Albânia

O Cristianismo foi introduzido na região durante o século I, possivelmente pelo Apóstolo Bartolomeu. O Rei Urnair da Albânia foi batizado pelo Católico Armênio Gregório, o Iluminador em 313. Ele fez do cristianismo a religião estatal do Reino da Albânia. Os Católicos da Albânia foram então ordenados pelos Católicos dos Armênios.
Em 590, a Igreja da Albânia declarou-se independente e proclamou seu Católico como autocéfato. Por um período de mais de cem anos, a Igreja da Albânia foi, portanto, uma Igreja ortodoxa oriental autocéfala.
A partir de 706 a Igreja Apostólica da Albânia ficou subordinada à Igreja Apostólica Armênia. O Primaz permitiu-se ser ordenado pelo Católico armênio, mas ainda carregou o título Católico da Albânia e permaneceu o líder de uma jurisdição autônoma armênia. O Catolicato consistia em dez dioceses (a capital Barda, bem como Amaras, Balasacã, Gardamana, Haxo, Cabalaca, Colmanque, Xaqui, Siunique e Utio).
No século VIII Barda era uma Metrópole e em 768 o local do Sínodo de Bispos.
O Reino entrou em colapso no Séc. IX e foi islamizado no século IX. Durante este período, a Sé foi transferida para o Mosteiro de Ganzasar. O Catolicato durou até 1815, quando as autoridades russas rebaixaram o Catolicato a uma Diocese Metropolitana. Em 1836, a Metrópole foi abolida, e toda a região da Albânia do Cáucaso foi dividida em duas dioceses. Destas, a Diocese de Artsaque ainda existe, agora localizado na região de Alto Carabaque e pertence a nível eclesiástico a Santa Sé de Echemiazim.